# 長坂 (横須賀市)
長坂（ながさか）は、神奈川県横須賀市の地名。現行行政地名は長坂一丁目から長坂五丁目。住居表示実施済区域。

## 地理
横須賀市の南西部にある西地区に属している。

### 地価
住宅地の地価は、2023年（令和5年）1月1日の公示地価によれば、長坂3-35-3の地点で4万2300円/m2となっている。

## 世帯数と人口
2023年（令和5年）4月1日現在（横須賀市発表）の世帯数と人口は以下の通りである。なお、五丁目は人口が0人のため、省略とする。
| 丁目       | 世帯数    | 人口    |
| ---------- | --------- | ------- |
| 長坂一丁目 | 50世帯    | 64人    |
| 長坂二丁目 | 58世帯    | 125人   |
| 長坂三丁目 | 708世帯   | 1,361人 |
| 長坂四丁目 | 601世帯   | 1,190人 |
| 計         | 1,417世帯 | 2,740人 |

### 人口の変遷
国勢調査による人口の推移。
| 年                 | 人口  |
| ------------------ | ----- |
| 1995年（平成7年）  | 3,775 |
| 2000年（平成12年） | 3,509 |
| 2005年（平成17年） | 3,426 |
| 2010年（平成22年） | 3,383 |
| 2015年（平成27年） | 3,070 |
| 2020年（令和2年）  | 2,822 |

### 世帯数の変遷
国勢調査による世帯数の推移。
| 年                 | 世帯数 |
| ------------------ | ------ |
| 1995年（平成7年）  | 1,217  |
| 2000年（平成12年） | 1,193  |
| 2005年（平成17年） | 1,263  |
| 2010年（平成22年） | 1,304  |
| 2015年（平成27年） | 1,271  |
| 2020年（令和2年）  | 1,288  |

## 学区
市立小・中学校に通う場合、学区は以下の通りとなる（2022年3月時点）。
- 丁目、番・番地等 : 一丁目〜五丁目、各全域
  - 小学校 : 横須賀市立荻野小学校
  - 中学校 : 横須賀市立大楠中学校

## 事業所
2021年（令和3年）現在の経済センサス調査による事業所数と従業員数は以下の通りである。
| 丁目       | 事業所数  | 従業員数 |
| ---------- | --------- | -------- |
| 長坂一丁目 | 16事業所  | 1,007人  |
| 長坂二丁目 | 30事業所  | 743人    |
| 長坂三丁目 | 59事業所  | 630人    |
| 長坂四丁目 | 43事業所  | 402人    |
| 長坂五丁目 | 6事業所   | 85人     |
| 計         | 154事業所 | 2,867人  |

### 事業者数の変遷
経済センサスによる事業所数の推移。
| 年                 | 事業者数 |
| ------------------ | -------- |
| 2016年（平成28年） | 134      |
| 2021年（令和3年）  | 154      |

### 従業員数の変遷
経済センサスによる従業員数の推移。
| 年                 | 従業員数 |
| ------------------ | -------- |
| 2016年（平成28年） | 2,217    |
| 2021年（令和3年）  | 2,867    |

## 交通
- 国道134号

## 施設
- 電力中央研究所 横須賀地区
- 神奈川県立海洋科学高等学校
- 横須賀市立市民病院

## その他

### 日本郵便
- 郵便番号 : 240-0101[2]（集配局 : 葉山郵便局[15]）。